# واندا بيمنتل
واندا بيمنتل (بالبرتغالية: Wanda Pimentel‏) هي فنانة ورسامة برازيلية، ولدت في 1943 في ريو دي جانيرو في البرازيل.